# Uwe E. Jocham
Uwe Erwin Jocham (* 2. August 1963 in Frankfurt am Main; heimatberechtigt in Thun) ist ein deutsch-schweizerischer Unternehmer und Apotheker. Von 2018 bis 2024 war er Direktionspräsident der Insel Gruppe AG, zu der das Inselspital, Universitätsspital Bern sowie die Spitäler Aarberg, Belp und Riggisberg und das Berner Reha Zentrum gehören.

## Leben

### Ausbildung
Jocham wuchs in München auf. An der Ludwig-Maximilians-Universität München erlangte er 1989 nach dem Studium der Pharmazie die Approbation als Apotheker. Anschließend blieb er als wissenschaftlicher Mitarbeiter und Doktorand am Lehrstuhl für Pharmazeutische Technologie weitere vier Jahre an der Universität. 2015 behauptete Jocham in einem Interview, dass er doktoriert hätte. Er hat aber keinen durch wissenschaftliche Dissertation erlangten Doktorgrad. 2017 wurde ihm von der Medizinischen Fakultät der Universität Bern die Ehrendoktorwürde in Form eines Doctor medicinae honoris causa (Dr. med. h.c.) verliehen.

### Anfänge in der Industrie
Im Jahr 1993 nahm Jocham eine Stelle als Produktionsleiter und Projektleiter beim bayerischen Generika-Hersteller Hexal an. Ab Ende 1994 bekleidete er die Stelle als Projektleiter des Neubaus HiTab AG der Chassot AG in Belp, eines auf Tiermedizin ausgerichteten Unternehmens. Jocham erlangte er den Abschluss als Marketingplaner mit eidgenössischem Fachausweis am Institut für Kaderschulung in Bern. Im Jahre 1998 verlieh die Landesapothekerkammer Baden-Württemberg Jocham den Titel eines Fachapothekers für Pharmazeutische Technologie. Zeitgleich absolvierte er eine Weiterbildung in Unternehmensführung an der Universität St. Gallen.

### Rückkehr in die Schweiz (2000)
Von 1999 bis 2000 war Jocham für den Unternehmensbereich Business Development und Marketing bei der Life Sciences Meissner + Wurst GmbH in Stuttgart verantwortlich. Mit dem Arbeitgeberwechsel war auch eine Rückkehr nach Deutschland verbunden. Ein paar Monate später ergab sich eine neue Opportunität in Bern beim Zentrallaboratorium des Blutspendediensts des Schweizerischen Roten Kreuzes (ZLB SRK; ab 2000 ZLB Bioplasma AG) und Jocham kehrte im Zuge dessen mit seiner Familie in die Schweiz zurück. Im Juli 2000 übernahm er zunächst eine Position als Produktionsleiter bei der ZLB Bioplasma AG (ab 2004 ZLB Behring AG) in Bern; nach einem Jahr wurde er zum Direktor Produktion befördert.
Nach einer Akquisition innerhalb des Konzerns und einer damit verbundenen Verlegung des globalen Hauptquartiers von Bern nach Philadelphia wurde Jocham 2004 zum Direktionspräsidenten und Standortleiter der ZLB Behring AG (seit 2007 CSL Behring AG) ernannt. Diese Tätigkeit übte er bis Juni 2016 aus. Von 2006 bis 2016 war er Vizepräsident des Verwaltungsrats.

### Industrielle Neuansiedlung bei CSL Behring
Der Verwaltungsrat der CSL Behring AG entschied im Mai 2014, im Kanton Bern die sogenannte „CSL Behring Recombinant Facility (RCF) AG“ aufzubauen, eine Herstellungsanlage für gentechnologisch erzeugte Medikamente gegen Hämophilie. Daniel Gerny urteilte im Mai 2014 in der Neuen Zürcher Zeitung, dass die Tatsache, dass Jocham „mit der Schweiz und ihrem politischen System vertraut“ sei, die Entscheidung für den Standort Lengnau begünstigt habe. Der Standort setzte sich gegen Singapur durch. Die Aufrichte der Produktionsstätte wurde 2017 gefeiert.
Unter Jochams Leitung vergrößerte sich die Mitarbeitendenzahl von CSL Behring in Bern bis 2017 auf 1600 Mitarbeitende und der Umsatz wurde verachtfacht. Jocham gilt nach Angaben des SRF als „Triebfeder für diesen Erfolg“. Am 1. Juni 2017 wurde bekannt, dass Jocham CSL Behring „per sofort“ verlasse. Adrian Sulc beschreibt im Bund, dass Jocham seine Führungsposition des Standorts Wankdorf 2016 auf Geheiss der CSL-Spitze „abgeben“ musste. Dies sei jedoch so Jocham, nicht der Hauptgrund für seinen Rücktritt bei CSL Behring. Es soll vielmehr Uneinigkeiten beim Führungsstil gegeben haben, was Sulc auf unterschiedliche Wertvorstellungen zurückführt.

### Insel Gruppe AG (2017–2024)
Jocham wurde zum 1. Dezember 2017 vom Regierungsrat des Kantons Bern zum Verwaltungsratspräsidenten der Insel Gruppe AG in Bern ernannt und wurde zum Interimsvorsitzenden der Geschäftsleitung. Jocham wurde Anfang 2018 zum Vorsitzenden der Geschäftsleitung – mit Jochams Antritt wurde der Posten in «Direktionspräsident» umbenannt – gewählt. Dies geriet nach Angaben der Berner Zeitung in die Kritik, da Jocham Vorsitzender des Gremiums war, das ihn wählte und kein Auswahlverfahren stattfand. Im Februar 2018 erklärte Jocham, dass er das Doppelmandat nicht gefordert habe. Im Mai 2018 hiess es in der Berner Zeitung, Jocham wolle weiterhin an seiner Funktion als Verwaltungsratspräsident und Direktionspräsident in Personalunion festhalten. Im November 2018 gaben der Regierungsrat des Kantons Bern und die Insel Gruppe AG bekannt, dass Bernhard Pulver Jocham ab 1. Februar 2019 als Verwaltungsratspräsidenten ablöst. Seither oblag Jocham die operative Führung der Spitalgruppe als Direktionspräsident.
Gemeinsam mit dem Verwaltungsrat richtete er die Insel Gruppe in strategischer Hinsicht neu aus. Der Gesundheitsökonom Heinz Locher bewertete Jochams Strategie verhalten positiv, bemängelte aber eine fehlende Verzichtsplanung und äußerte Zweifel an der Finanzierung. Die von Jocham eingeleiteten Sparmassnahmen und der damit einhergehende Stellenabbau bei der Inselgruppe bei gleichzeitiger Erhöhung von Jochams Gehalt wurde von der Gewerkschaft VPOD kritisiert, wohingegen GSoK-Präsident Hans-Peter Kohler (FDP) Jochams Gehalt rechtfertigte.
Der SVP-Grossrat Thomas Knutti griff Jocham Mitte 2022 mit scharfer Kritik an. Jocham mangele es an Erfahrung sowie Fach- und Sachkenntnis. Zudem sei Jochams «patronhafter Führungsstil» veraltet. Knutti reichte im Mai 2022 eine Forderung bei der Berner Regierung ein, zu prüfen, ob die Führung des Inselspitals «in den richtigen Händen» liege. Er warf Jocham vor, persönlich dafür verantwortlich zu sein, dass es beim Inselspital zu einer «dramatischen Verschlechterung der Betriebskultur» mit Mobbing, resignierenden Führungskräften und Kündigungen gekommen sei. Bernhard Pulver, VR-Präsident der Insel-Gruppe, wies die Vorwürfe als «völlig deplatziert» zurück und argumentierte, Jocham habe «viel Erfahrung in Forschung und Innovation und in der Führung eines komplexen Unternehmens im politischen Umfeld». Pulver räumte aber ein, dass einige Mitarbeitende unzufrieden seien.
Während der COVID-19-Pandemie setzte sich Jocham gemeinsam mit den Direktoren der Universitätsspitäler Basel, Genf, Lausanne und Zürich am 9. Dezember 2020 in einem offenen Brief an den Schweizer Bundesrat für schärfere Massnahmen ein, um einen Kollaps des Gesundheitssystems zu vermeiden. Er forderte national einheitliche Massnahmen zur Bewältigung der Pandemie. Die Neue Zürcher Zeitung zitiert Jocham, dass die Leistungen der Unispitäler fair bezahlt werden müssten. Es dürfe dort «nicht einseitig gespart werden».
Am 16. Mai 2024 wurde Jocham nach heftiger Kritik als Direktionspräsident der Berner Insel-Gruppe per sofort freigestellt. Mit ihm wurde auch sein Stellvertreter Urs P. Mosimann freigestellt.

## Weitere Tätigkeiten
Seit 2014 ist Jocham Präsident des Berner Arbeitgeberverbands. Ebenfalls seit 2014 ist er Vizepräsident des Verwaltungsrats des Schweizerischen Instituts für Translationale Medizin und Unternehmertum (sitem-insel AG) in Bern, das die Überführung vorklinischer Erkenntnisse in marktfähige Medizinprodukte (Translation) fördert.
Er ist außerdem Stiftungsratspräsident der Gesellschaft der Schweizerischen Industrie-Apotheker (GSIA), Präsident der Volkswirtschaftskommission des Kantons Bern (VKW), Vizepräsident des Stiftungsrats der International School of Berne und bekleidet Ämter in den Vorständen des Handels- und Industrievereins (HIV) Region Bern, der Volkswirtschaftlichen Gesellschaft Bern, von Netzwerk Berner Spitäler, von Universitäre Medizin Schweiz, des Spitalverbands H+ und des Vereins Fokus Bern.
Jocham unterstützt die Stiftung KinderInsel Bern.

## Persönliches
Jochams Vater Erwin, dessen Vorname zu seinem Zweitnamen wurde, spielte in der Eishockey-Bundesliga bei Eintracht Frankfurt und leitete später als Schiedsrichter Partien an der Eishockey-Weltmeisterschaft 1975 in München.
Er spielte in seiner Jugend Tennis, betreibt Wintersport und ist Mitglied bei den Berner Stadtschützen.

## Auszeichnungen
- 2007: HIV-Preis Region Bern (Handels- und Industrieverein)
- 2017: Ehrendoktorwürde der Medizinischen Fakultät der Universität Bern[7]